# Ernst von Leutsch
Ernst Ludwig von Leutsch (* 16. August 1808 in Frankfurt am Main; † 28. Juli 1887 in Göttingen) war ein deutscher klassischer Philologe, der als Dozent und Professor in Göttingen wirkte. Er ist besonders als langjähriger Herausgeber der Zeitschrift Philologus bekannt.

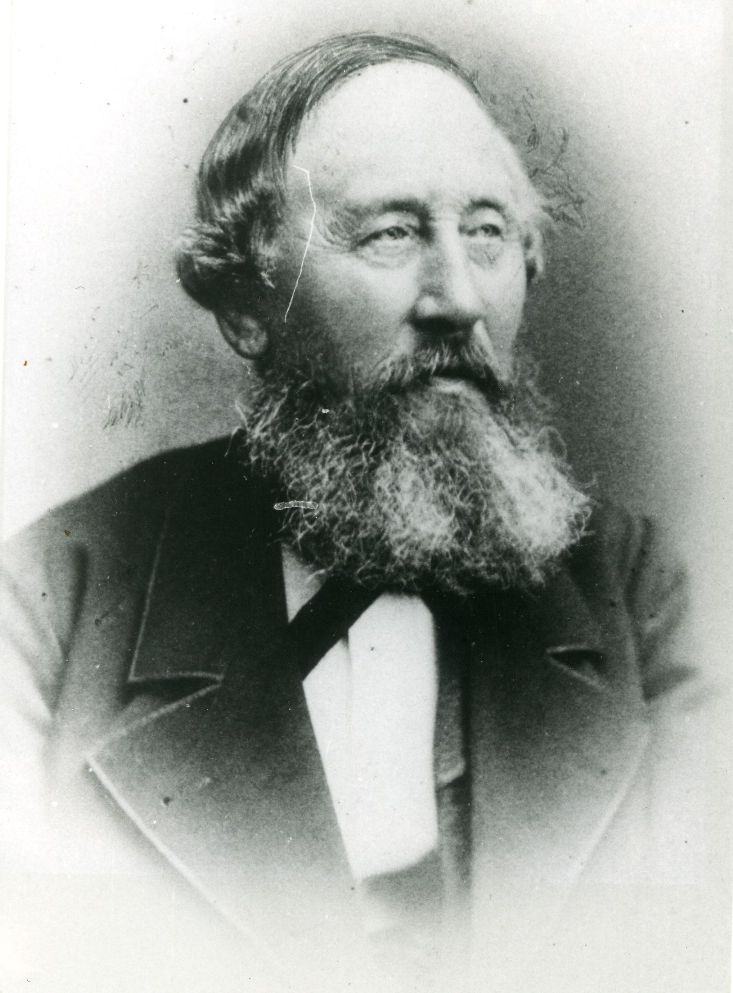
Ernst von Leutsch

## Leben
Ernst von Leutsch wurde 1808 in Frankfurt am Main geboren, wo sein Vater Friedrich August von Leutsch königlich-sächsischer Gesandter beim Fürstprimas Karl Theodor von Dalberg war. Noch vor der Abdankung Dalbergs kehrte die Familie Leutsch nach Dresden zurück, wo Ernst von Leutsch das Gymnasium besuchte. Der Historiker Karl Christian von Leutsch war ein älterer Bruder. Später zog die Familie über Leipzig nach Celle, wo Vater Leutsch als Oberappellationsgerichtsrat in den hannoverschen Staatsdienst eintrat; von 1817 bis zu seinem Tode war er Vizepräsident des Königlichen Oberappellationsgerichts. Nach der Reifeprüfung bezog Ernst von Leutsch 1827 die Universität Göttingen, um Klassische Philologie zu studieren. Zu seinen akademischen Lehrern zählten Georg Ludolf Dissen, Christoph Wilhelm Mitscherlich und Karl Otfried Müller. Mit den Kommilitonen August Geffers, Karl Ludwig Grotefend und Friedrich Wilhelm Schneidewin verband ihn bis ans Lebensende tiefe Freundschaft. Sie trafen sich in ihrer Studienzeit regelmäßig zu philologischen Sitzungen, an denen auch Professor Müller gelegentlich teilnahm. Der Kreis nahm 1828 mit dem Dazustoßen von Adolf Emperius die modernen Methoden der Textkritik aus der Schule Gottfried Hermanns auf. Aus Besprechungen in seinem Freundeskreis ging auch Leutschs Dissertation Thebaidis cyclicae reliquiae hervor, mit der er 1830 promoviert wurde. Anschließend ging Leutsch für ein Jahr nach Berlin, um bei August Böckh seine Studien zu vertiefen.
Nach seiner Rückkehr habilitierte Leutsch sich im Mai 1831 in Göttingen und wurde zum Privatdozenten ernannt. Seine Habilitationsthesen, die er 1833 verteidigte, brachten ihm die Ernennung zum Assessor der Philologischen Fakultät ein. Am 2. Mai 1837, nach genau fünf Jahren als Privatdozent, wurde Leutsch zum außerordentlichen Professor ernannt und stieg kurz darauf nach dem Tode Dissens zum Vorstandsmitglied des Philologischen Seminars auf.
1837 war das Jahr, in dem die „Göttinger Sieben“ gegen die Aufhebung der Hannoverschen Verfassung protestierten und aufgrund ihrer Eidesverweigerung ihre Lehrstühle verloren. Leutsch gehörte nicht zu ihnen, verfasste aber mit fünf anderen Professoren eine öffentliche Protestnote gegen die Verfassungsaufhebung und die servile Mehrheit des akademischen Lehrkörpers. Neben seinen Kollegen Müller und Schneidewin standen ihm der Philosoph Heinrich Ritter und die Juristen Wilhelm Theodor Kraut und Heinrich Thöl zur Seite. Dieses Bekenntnis kostete die sechs Dozenten einiges Ansehen bei der Universitätsleitung, hatte aber auf ihre jeweiligen Karrieren keine negative Wirkung.
Nach dem Tode Müllers wurde 1842 der Marburger Professor Karl Friedrich Hermann nach Göttingen berufen. Dieser erreichte durch Druck auf die hannoversche Landesregierung, dass Leutsch und Schneidewin neben ihm zu ordentlichen Professoren an der Universität Göttingen ernannt wurden. Mit ihrem neuen Etat konnten die neu ernannten Professoren in den Semesterferien 1842 eine Reise in die Normandie unternehmen. Hier konnten sie eine Handschrift von Ciceros Schrift De oratore sichten und Kontakte zu französischen Philologen wie Letronne und Boissonade knüpfen.
Zu Schneidewin hatte Leutsch eine sehr vertraute Beziehung. So war der Tod des Kollegen im Jahr 1856 auch ein schwerer Schlag für ihn. Neben der Leitung des Seminars übernahm Leutsch auch die Sorge für die Familie des Verstorbenen. In seiner Zeit als Seminarleiter wurde er auch zum Hofrat des Königreichs Hannover ernannt. Im Jahr seines 50-jährigen Doktorjubiläums (1880) erhielt Leutsch den Titel eines Geheimen Regierungsrats. 1883 wurde Leutsch emeritiert; zu seinem Nachfolger wurde Ulrich von Wilamowitz-Moellendorff aus Greifswald berufen.
Die letzten Jahre seines Lebens waren von fortschreitender Erblindung getrübt, die Leutsch veranlassten, seine Briefe und Arbeiten zu diktieren. Erst nach einer dritten Augenoperation im März 1887 erlangte er sein Augenlicht in solchem Maße wieder, dass er Briefe selbst schreiben konnte. In dieses Jahr fiel auch sein 50-jähriges Professorjubiläum und die 150-Jahr-Feier der Georg-August-Universität Göttingen. Im Sommer, am 28. Juli, starb Leutsch im Alter von 78 Jahren durch einen Schlaganfall. Da er keine eigenen Kinder hatte, war die Göttinger Universität in seinem Testament zur Alleinerbin seiner Hinterlassenschaft bestimmt. Die Universitätsleitung entschied sich jedoch, einen Großteil des Erbes an die Blutsverwandten ersten Grades des Verstorbenen zu verteilen und beanspruchte für sich nur die umfangreiche Privatbibliothek des Gelehrten.

## Leistungen
Leutschs größtes Verdienst für die Fachwelt war die Redaktion der Zeitschrift Philologus, die er 1856 als Nachfolger seines verstorbenen Kollegen Schneidewin übernommen hatte. Er gedachte diese erst zehn Jahrgänge alte Zeitschrift zu vergrößern und entfaltete eine weitreichende Korrespondenz mit Fachkollegen aus ganz Europa, um Beiträger zu gewinnen. Dadurch gewann die Zeitschrift zwar ein breites Spektrum an Beiträgen, nahm aber in seinem fachlichen Anspruch ab und blieb in der Qualität hinter Zeitschriften wie dem Rheinischen Museum oder dem Hermes zurück.
Ulrich von Wilamowitz-Moellendorff schrieb in seinen Erinnerungen 1848–1914 (Berlin 1928, S. 204): „Die Hoffnung, daß der Philologus mit ihm stürbe, erfüllte sich leider nicht. Eine Zeitschrift erhält sich, wenn sie inhaltlich herunterkommt durch die Bibliothekare, die eine Serie nicht abreißen lassen. Das hat allerdings den Vorteil, daß sie sich leichter wieder heben als eine neue sich gründen läßt.“
Neben dem Philologus als Organ für fachwissenschaftliche Arbeiten begründete er 1868 den Philologischen Anzeiger für die Berichterstattung über Entwicklungen und Leistungen sowie als Rezensionsorgan auf dem Gebiet der Klassischen Philologie. Dieses Beiblatt des Philologus wuchs rasch im Umfang, aber sein Erscheinen wurde nach Leutschs Tode eingestellt.

## Kritik an Leutsch als akademischem Lehrer und Forscher
Leutsch sah sich vor allem als akademischer Lehrer und veröffentlichte aus diesem Grund verhältnismäßig wenige Schriften. Trotz diesem Selbstverständnis wurden sein geringes Redetalent und seine Auswahl der gelesenen antiken Schriftsteller häufig kritisiert. Er räumte Pindar, Aristophanes, Thukydides, Livius und Tacitus soviel Platz in seinen Vorlesungen ein, dass für die übrigen Vertreter und Epochen der griechischen und römischen Literatur wenig Zeit blieb und die Veranstaltungen sich oft zum Semesterende hin leerten. Auch seine Rivalität mit dem Kollegen Hermann Sauppe, der ein bedeutend besseres Latein als Leutsch schrieb und sprach, beeinträchtigte die Atmosphäre am Seminar. Leutsch neigte zum statarischen Übersetzen kleiner Abschnitte und lieferte so keine Ausblicke auf größere Textkomplexe.